# Americas' Courtyard
Americas’ Courtyard é uma escultura pública, patrimônio da cidade de Chicago desde 1999, instalada em frente ao Adler Planetarium, no Museum Campos, próximo ao Lago Michigan criação dos artistas Ary Perez e Denise Milan.

## Descrição
Arena, capela, playground e teatro, Americas’ Courtyard é uma obra de arte pública de 10 metros de diâmetro, composta de 60 blocos de pedras brasileiras.
Uma escultura que capta a mudança da época, o espírito dos antigos observatórios, e personifica a forma espiral das galáxias. Desenhado pelos escultores brasileiros Denise Milan e Ary Perez e orientada precisamente pela astrônomo emérita do Adler, Phyllis Pitluga, a escultura está configurada para criar quatro vias do centro da peça para os lugares no horizonte onde o Sol atinge seu ponto mais longe ao norte e ao sul definindo os pontos dos solstícios.